# Musa Barrow
Musa Barrow (Banjul, 14 de novembro de 1998) é um futebolista profissional gambiano que atua como atacante. Atualmente defende o Al-Taawoun.

## Carreira
Ingressou nas categorias de base do Atalanta em 2016, aos 18 anos de idade. Sua estreia na equipe Primavera foi bem-sucedida, ao marcar 2 gols do meio-de-campo. Depois de 19 gols em 15 partidas com os juniores do clube de Bérgamo, foi promovido ao time principal em 2018, fazendo sua estreia como atleta profissional contra a Juventus, pela Copa da Itália, na derrota dos Nerazzurri por 1 a 0.
O debut de Barrow na Série A foi em fevereiro de 2018, contra o Crotone, e seu primeiro gol foi contra o Benevento. Já a estreia do gambiano como titular em um jogo oficial foi contra a Internazionale, em jogo que terminou empatado sem gols. Nas outras 11 partidas em que jogou, saiu do banco de reservas.